# Walt Disney Pictures
A Walt Disney Pictures é um estúdio de cinema americano e uma subsidiária da Walt Disney Studios, de propriedade da The Walt Disney Company. A subsidiária é a principal produtora de filmes de ação ao vivo dentro da unidade do Walt Disney Studios e está sediada no Walt Disney Studios em Burbank, Califórnia. Ela ganhou seu nome atual em 1983. Os filmes produzidos pelos estúdios Walt Disney Animation Studios e Pixar Animation Studios também são lançados sob esta marca.
O remake de 2019 de O Rei Leão é o filme de maior bilheteria do estúdio, com US$ 1,6 bilhão, e Piratas do Caribe é a franquia de maior sucesso do estúdio, com um total de mais de US$ 4,5 bilhões em bilheteria mundial.

## História
A Walt Disney Productions teve seu primeiro filme de ação ao vivo em 1950, com o lançamento de Treasure Island, considerado pela Disney como a concepção oficial do que acabaria evoluindo para a moderna Walt Disney Pictures. Em 1953, a empresa encerrou seus acordos com distribuidores terceirizados como RKO Radio Pictures e United Artists e formou sua própria empresa de distribuição, a Buena Vista Distribution.

### Walt Disney Pictures
A divisão foi incorporada como Walt Disney Pictures em 1º de abril de 1983 para diversificar os assuntos dos filmes e expandir o público para seus lançamentos. Em abril de 1983, Richard Berger foi contratado pelo CEO da Disney, Ron W. Miller, como presidente do cinema. A Touchstone Films foi fundada por Miller em fevereiro de 1984 como uma etiqueta para seus filmes com classificação PG, com uma metade esperada da lista anual de filmes de 6 a 8 filmes da Disney, que seria lançada sob o rótulo. Berger foi demitido quando um novo CEO foi nomeado para a Walt Disney Productions no final de 1984, quando Michael Eisner trouxe seu próprio chefe de cinema, Jeffrey Katzenberg. A Touchstone e a Hollywood Pictures foram formadas nessa unidade em 15 de fevereiro de 1984 e 1º de fevereiro de 1989, respectivamente.
A faixa da Touchstone Films foi usada pelo então novo CEO da Disney, Michael Eisner, na temporada de televisão de 1984-1985, com o curta vida selvagem, Wildside. Na temporada seguinte, Touchstone produziu um sucesso com Supergatas. 
David Hoberman foi promovido a presidente de produção da Walt Disney Pictures em abril de 1988. Em abril de 1994, Hoberman foi promovido a presidente de filmes no Walt Disney Studios e foi substituído como presidente da Disney por David Vogel. Vogel acrescentou a posição da Hollywood Pictures em 1997, depois foi promovido em 1998 para liderar todas as unidades de filmes de ação ao vivo como presidente do Buena Vista Motion Pictures Group.

### Década de 2000 - presente
Depois de dois filmes baseados em passeios, Walt Disney Pictures o selecionou como fonte de uma linha de filmes começando com Beary e os Ursos Caipiras em 2002 e dois em 2003, Mansão Mal-Assombrada e Piratas do Caribe: A Maldição do Pérola Negra. O último filme lançou uma série de filmes que foi seguida por quatro sequências, com a franquia recebendo mais de US$ 5,4 bilhões em todo o mundo entre 2003 e 2017.
Em 2010, Sean Bailey foi nomeado presidente do estúdio. Sob a liderança de Bailey e com o apoio do então CEO da Disney, Bob Iger e mais tarde do presidente da Walt Disney Studios, Alan Horn, a Walt Disney Pictures seguiu uma estratégia de filmes de sustentação, que incluía uma lista expandida de filmes originais e adaptáveis de grande orçamento. A partir de 2011, o estúdio simplificou a marca em seu logotipo de produção e créditos de marca de seleção para apenas "Disney". Simultaneamente, a Disney estava lutando com os filmes de sustentação PG-13 fora da série Piratas do Caribe, com filmes como John Carter (2012) e O Cavaleiro Solitário (2013) se tornando grandes bombas de bilheteria. No entanto, o estúdio encontrou um sucesso particular com adaptações de propriedades de filmes de animação de ação ao vivo, que começaram com o sucesso comercial de Alice no País das Maravilhas (2010), que se tornou o segundo filme de maior bilheteria na história do estúdio. Com o sucesso contínuo de Malévola (2014) e Cinderela (2015), o estúdio viu o potencial dessas adaptações de fantasia e oficiou uma tendência de filmes semelhantes, que se seguiram com Mogli: O Menino Lobo (2016) e A Bela e a Fera (2017). Em julho de 2016, a Disney havia anunciado o desenvolvimento de quase dezoito desses filmes, consistindo em sequências de adaptações existentes, histórias de origem e prequels. Disney identificou essa linha como "Disney Fairy Tale" em seu anúncio ampliado em 8 de outubro de 2015, com quatro agendados sem títulos anexados. Adaptações literárias como O Bom Gigante Amigo (2016) e Uma Dobra no Tempo (2018) também foram bombas de bilheteria. Apesar do foco renovado nos filmes de sustentação, o estúdio continuou produzindo filmes de menor orçamento, como Os Muppets (2011), Walt nos Bastidores de Mary Poppins (2013) e Caminhos da Floresta (2014). 
A Walt Disney Pictures também deu mais um empurrão nas adaptações para atrações de parques temáticos nos anos 2010. Tomorrowland, primeiro a ser vagamente baseado em uma área de parque temático, foi lançado em 2015.

## Parcerias no Brasil
Em 1997 teve sua primeira parceria milionária com o SBT onde juntas desenvolveram o programa Disney Club além do programa a emissora tinha preferência de filmes e séries além de desenhos. Desde 2005 mantém sua parceria com a Rede Globo para exibição de filmes e outros conteúdos, além de ter parceria com o canal pago Rede Telecine, que exibiu seus filmes e curtas com exclusividade. Em 2015 a empresa arrendou 2 horas da programação do SBT onde exibiu o bloco Mundo Disney. Em 2018 a empresa fez uma nova parceria, Desta vez com a Band para a transmissão de suas animações e séries.

## Prêmio
- 2013: Prêmio ED - Destaque Profissional de Programação (para Walter Caretta), Destaque Equipe de Vendas, Destaque Equipe de Marketing e Destaque Empresa de Distribuição (venceu}[2]